# Foulage (imprimerie)
Pour les articles homonymes, voir Foulage.
Dans l'imprimerie, le foulage produit, sur la surface du papier, un relief creux du côté de l’impression, en saillie du côté opposé.
En typographie (avec caractères de plomb ou de bois), le foulage est inévitable mais il ne doit pas être excessif sous peine de nuire à la qualité de l’impression. Représentatif de la technique typographique, le foulage est au contraire volontairement accentué dans le renouveau de la typographie (appelée par son nom anglais letterpress) appliquée à de petits travaux (cartes, faire-part, invitations, édition d’art).
Une utilisation du foulage, bien connue de tous, consiste à passer légèrement une mine de crayon sur une feuille qui a reçu les empreintes d’une écriture manuscrite sur la feuille précédente. Le graphite révèle le texte en blanc sur fond noir.